# Parlamentswahl in Sri Lanka 2010
Die Parlamentswahl in Sri Lanka 2010 fand am 8. und 20. April 2010 statt. Die Wahl war die erste Parlamentswahl in Sri Lanka nach dem Ende des fast 26 Jahre dauernden Bürgerkriegs im Mai 2009. Die Wahl endete mit einem eindeutigen Sieg der UPFA, der Partei des kurz zuvor wiedergewählten Präsidenten Mahinda Rajapaksa. Die Wahlbeteiligung betrug 61,26 %.

## Ausgangslage
Bei der letzten Parlamentswahl im Jahr 2004 war die UPFA zwar stärkste Partei geworden, hatte aber die absolute Mehrheit der Mandate verfehlt. Deswegen war zunächst eine UPFA-Minderheitsregierung gebildet worden. Im Laufe der Legislaturperiode liefen jedoch einige Abgeordnete der Oppositionsparteien in das Regierungslager über, so dass die UPFA schließlich eine stabile Parlamentsmehrheit erlangte und damit die gesamte Legislaturperiode durchregieren konnte. Im Jahr 2010 gelang es unter dem seit 2005 regierenden Präsidenten Mahinda Rajapaksa, die Rebellenorganisation der Tamil Tigers entscheidend zu besiegen und damit den seit 1983 andauernden Bürgerkrieg auf der Insel zu beenden. Auch die Tamil Tigers selbst gestanden ihre vollständige Niederlage ein. Dadurch erlebte Präsident Rajapaksa einen enormen Popularitätsaufschwung bei der singhalesischen Mehrheitsbevölkerung, den er nutzte, indem er vorzeitig Präsidentschaftswahlen abhalten ließ, obwohl seine Amtszeit erst im Jahr 2011 zu Ende gewesen wäre. Rajapaksa war allerdings aufgrund seines autoritären, selbstherrlichen Regierungsstils und seiner Begünstigung von engen Familienangehörigen bei der Vergabe von Regierungs- und anderen staatlichen Posten nicht unumstritten. Er gewann jedoch die Wahl am 26. Januar 2010 deutlich mit knapp 58 % der Stimmen vor seinem Widersacher Sarath Fonseka von der New Democratic Front.
Danach löste Rajapaksa das Parlament auf und ließ Neuwahlen für den 8. April 2010 ansetzen. Am 8. Februar 2010 wurde Sarath Fonseka verhaftet. Die offizielle Begründung hierfür lautete, dass er sich strafbar gemacht habe, indem er schon während seiner Zeit als Armeeführer politisch aktiv geworden sei. Kritiker Rajapaksas im In- und Ausland sahen hierin jedoch den Versuch, den führenden Oppositionspolitiker mundtot zu machen. Fonseka hatte kurz vor seiner Verhaftung erklärt, er sei bereit, vor einem internationalen Menschenrechtstibunal auszusagen, dass der Verteidigungsminister Gotabaya Rajapaksa – der jüngere Bruder des Präsidenten – in Kriegsverbrechen im Kampf gegen die Tamil Tigers involviert gewesen sei. Allerdings war Fonseka als ehemaliger führender Militär auch selbst von ähnlichen Vorwürfen betroffen. Die Opposition ging nach der Verhaftung Fonsekas weitgehend führerlos in die anstehenden Wahlen.
Die konstituierenden Parteien der UPFA-Allianz traten geschlossen unter deren Banner an, während die Parteien der Opposition sich noch durch die Wahlniederlage ihres Kandidaten Fonseka geschwächt zeigten und sich nicht auf eine gemeinsame Wahlplattform einigen konnten. Die United National Front (UNF) erlangte nicht die Anerkennung als politische Partei und daher traten ihre konstituierenden Parteien United National Party (UNP), Sri Lanka Muslim Congress (SLMC), SLFP (M) und DPF unter dem Banner der UNP an. Die Tamil National Alliance (TNA) trat separat an, während die Partei Fonsekas, die New Democratic Front und die Janatha Vimukthi Peramuna (JVP) eine Allianz unter dem Namen Democratic National Alliance (DNA) formierten, deren Spitzenkandidat Sarath Fonseka wurde. Die Tamil National Alliance (TNA) umfasste die drei tamilischen Parteien Eelam People’s Revolutionary Liberation Front (EPRLF), Illankai Tamil Arasu Kachchi (ITAK) und Tamil Eelam Liberation Organisation (TELO). Die TNA-Parteien traten alle unter dem Banner der ITAK an.

Sri-lankische Politiker
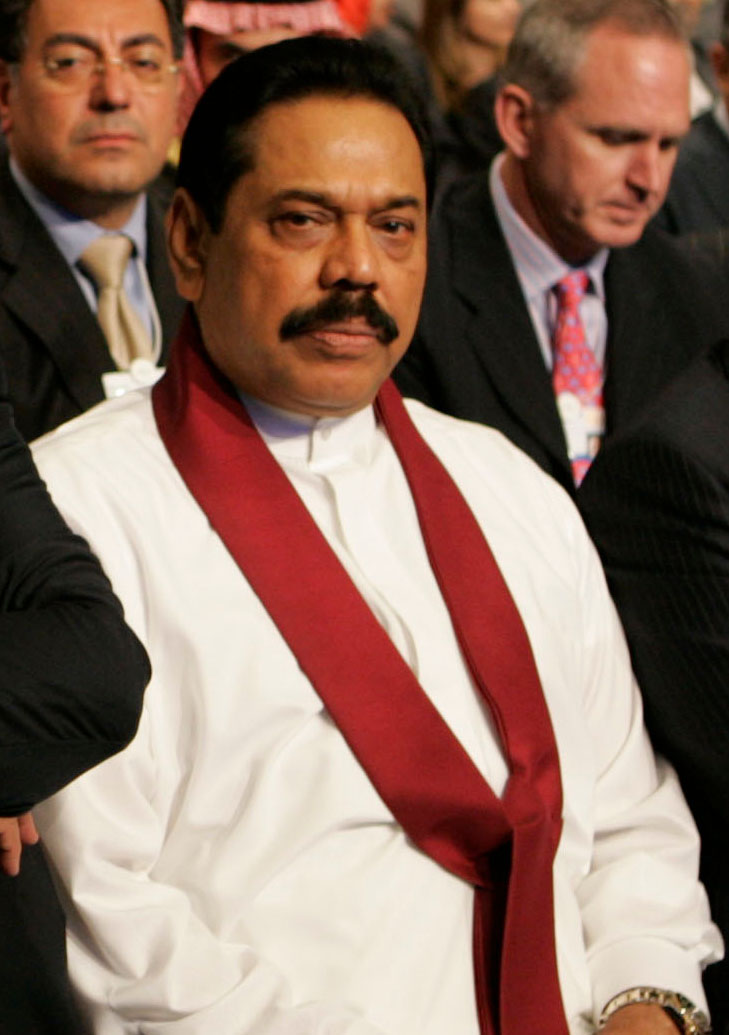
Mahinda Rajapaksa (UPFA)
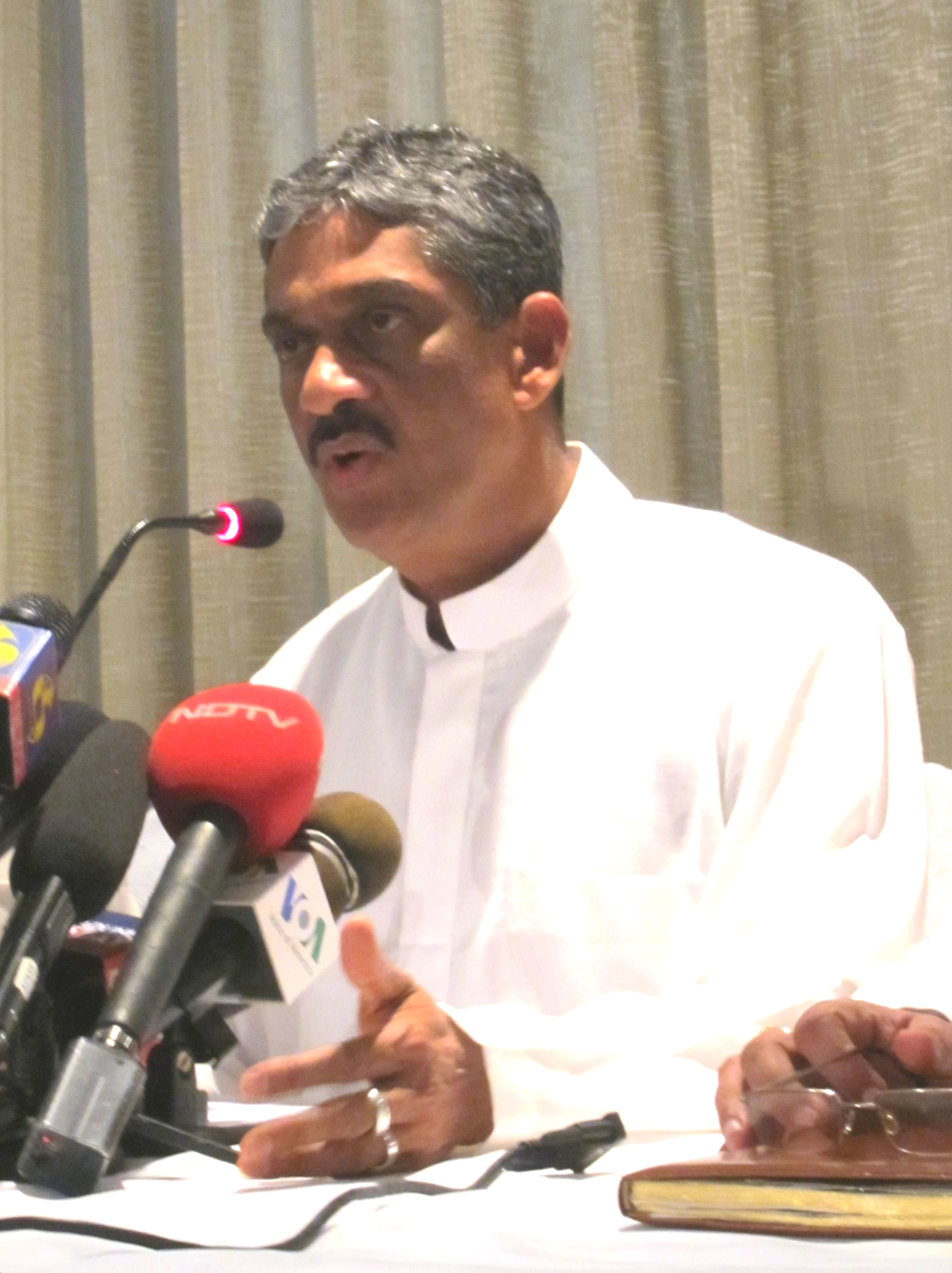
Sarath Fonseka (DNA)
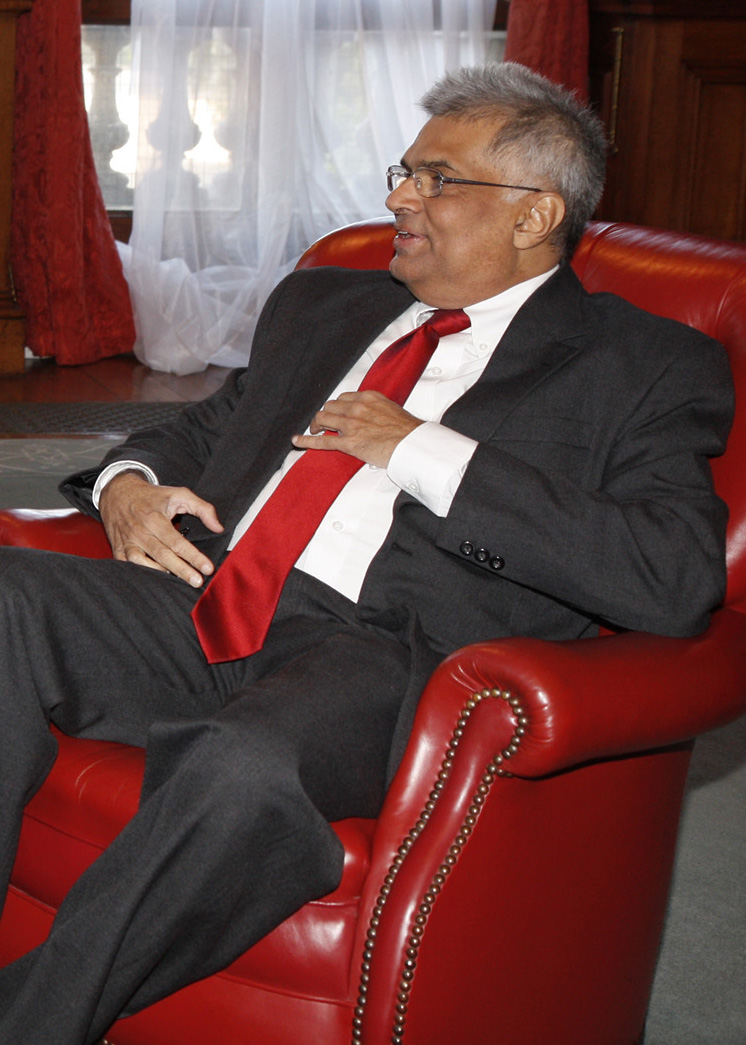
Ranil Wickremesinghe (UNF)
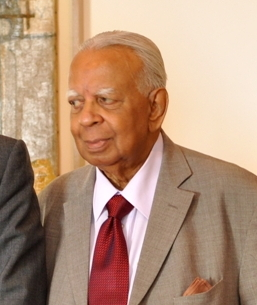
R. Sampanthan (TNA)

## Wahlmodus
Die Wahl erfolgte nach dem Verhältniswahlrecht. Das Land ist in 22 Mehrpersonen-Wahlkreise (electoral districts), die weitgehend identisch mit den Verwaltungsdistrikten Sri Lankas sind, eingeteilt. In jedem Wahlkreis werden eine bestimmte Zahl von Abgeordneten nach dem Verhältniswahlrecht entsprechend dem Stimmenanteilen der jeweiligen Parteien gewählt. Beispielsweise wählte der Wahlkreis Kandy bei der jetzigen Wahl insgesamt 12 Abgeordnete. Die Wähler haben dabei die Möglichkeit die Reihenfolge auf dem Stimmzettel zu ändern, so dass nicht notwendigerweise die Kandidaten auf den ersten Plätzen der Parteiliste das Rennen machen. Insgesamt werden auf der Ebene der Wahlkreise 196 Abgeordnete gewählt. 29 weitere Abgeordnete werden aufgrund des landesweiten Abschneidens der Parteien bestimmt. Die Gesamtzahl der Abgeordneten beträgt damit 225.

## Ablauf der Wahl
Insgesamt meldeten 7.680 Kandidaten aus 366 registrierten politischen Parteien sowie 370 unabhängige Kandidaten ihre Kandidatur für die 196 Parlamentssitze auf Distriktebene an. Von den 366 Parteien wurden 30 nicht zur Wahl zugelassen, ebenso wie 69 der 370 unabhängigen Kandidaten. Die hohe Zahl der verschiedenen Parteien und Kandidaten hatte zur Folge, dass die Stimmzettel in manchen Wahlkreisen Überlänge erreichten. Die großen Parteien UPFA, UNP und DNA stellten in allen Wahlkreisen Kandidaten auf, die Tamil National Alliance bzw. Die TNA kandidierte nur in der Nord- und der Ostprovinz. Der Wahlkampf war von zahlreichen Ausschreitungen und Unregelmäßigkeiten geprägt. Das Center for Monitoring Election Violence (CMEV) zählte bis zum Wahltag 423 Vorfälle. 231 davon wurden als „schwerwiegend“ eingestuft, darunter Tötungsdelikte, schwere Körperverletzung, Brandstiftung u. Ä. Ein nicht unerheblicher Teil der Gewalttaten fand nicht zwischen, sondern innerhalb der Parteien (z. B. zwischen Angehörigen der UPFA) statt. Vom CMEV und anderen Nicht-Regierungsinstitutionen wurden Vorwürfe geäußert, dass die Wahlen nicht „frei und fair“ abgelaufen seien, da insbesondere die tamilischen Flüchtlinge im Norden der Insel an der freien Stimmabgabe behindert worden seien, weil keine klaren Richtlinien herausgegeben worden waren, welche Identifikationspapiere zu verwenden seien. Auch am Wahltag gab es einige Übergriffe. Diese führten dazu, dass die Wahl im Wahlbezirk Nawalapitiya im Distrikt Kandy durch den Wahlleiter (Elections Commissioner) in einigen Bezirken für ungültig erklärt wurde und eine Neuwahl angeordnet wurde, die am 20. April stattfand.

## Ergebnisse

### Gesamtergebnis

Absolute oder relative Mehrheiten nach Wahlkreisen:

Mehrheiten nach Wahlbezirken:

Die landesweite Wahlbeteiligung betrug 61,26 % (8.630.680 Wähler bei 14.088.500 Wahlberechtigten). Auffällig war die regional sehr unterschiedliche Wahlbeteiligung. Am niedrigsten war die Wahlbeteiligung in der ganz überwiegend tamilischen Nordprovinz und am höchsten in der Hauptstadtregion Colombo. Ebenfalls auffällig war die relativ hohe Zahl an ungültig gewerteten Stimmen (landesweit 596.972, entsprechend 6,92 %). Am höchsten waren diese Anteile in der Zentralprovinz (10,1 %) und in der Nordprovinz (10,5 %).
| Partei/Wahlbündnis                                            | Partei/Wahlbündnis                                            | Kürzel                                                        | Stimmen              | %     | Sitze      | Sitze      | Sitze  |
| Partei/Wahlbündnis                                            | Partei/Wahlbündnis                                            | Kürzel                                                        | Stimmen              | %     | landesweit | Wahlkreise | gesamt |
| ------------------------------------------------------------- | ------------------------------------------------------------- | ------------------------------------------------------------- | -------------------- | ----- | ---------- | ---------- | ------ |
|                                                               | United People’s Freedom Alliance                              | UPFA                                                          | 4.846.388            | 60,33 | 17         | 127        | 144    |
|                                                               | United National Party                                         | UNP                                                           | 2.357.057            | 29,34 | 9          | 51         | 60     |
|                                                               | Tamil National Alliance                                       | TNA                                                           | 233.190              | 2,90  | 1          | 13         | 14     |
|                                                               | Democratic National Alliance                                  | DNA                                                           | 441.251              | 5,49  | 2          | 5          | 7      |
|                                                               | Alle übrigen zusammen                                         |                                                               | 155,831              | 1,94  | 0          | 0          | 0      |
| Gültige Stimmen insgesamt                                     | Gültige Stimmen insgesamt                                     | Gültige Stimmen insgesamt                                     | 8.033.717            | 100,0 | 29         | 196        | 225    |
| Ungültige oder leere Stimmzettel (in Prozent der abgegebenen) | Ungültige oder leere Stimmzettel (in Prozent der abgegebenen) | Ungültige oder leere Stimmzettel (in Prozent der abgegebenen) | 596.972 (6,92 %)     |       |            |            |        |
| Abgegebene Stimmen gesamt (Wahlbeteiligung)                   | Abgegebene Stimmen gesamt (Wahlbeteiligung)                   | Abgegebene Stimmen gesamt (Wahlbeteiligung)                   | 8.630.689 (61,26 %)  |       |            |            |        |
| Registrierte Wahlberechtigte                                  | Registrierte Wahlberechtigte                                  | Registrierte Wahlberechtigte                                  | 14.088.500 (100,0 %) |       |            |            |        |

### Ergebnisse nach Wahlkreisen
Auf Ebene der Wahlkreise gewann die UPFA 127 Sitze (64,8 %), die UNP 51 (26,0 %), die DNA 5 (2,6 %) und die TNA 13 (6,6 %).
| Wahlkreis      | Gültige Stimmen | Sitze | UPFA  | UPFA  | UNP   | UNP   | DNA   | DNA   | TNA   | TNA   | Andere | Andere | Wahl- beteiligung |
| Wahlkreis      | Gültige Stimmen | Sitze | %     | Sitze | %     | Sitze | %     | Sitze | %     | Sitze | %      | Sitze  | Wahl- beteiligung |
| -------------- | --------------- | ----- | ----- | ----- | ----- | ----- | ----- | ----- | ----- | ----- | ------ | ------ | ----------------- |
| Colombo        | .0939.375       | 19    | 51,19 | 10    | 36,17 | 7     | 11,78 | 2     | –     | 0     | 0,9    | 0      | 65.03             |
| Gampaha        | .0930.233       | 18    | 63,37 | 12    | 28,65 | 5     | 7,50  | 1     | –     | 0     | 0,5    | 0      | 66,5              |
| Kalutara       | .0492.855       | 10    | 63,68 | 7     | 28,32 | 2     | 7,45  | 1     | –     | 0     | 0,6    | 0      | 66,97             |
| Mahanuwara     | .0559.226       | 12    | 60,77 | 8     | 34,48 | 4     | 4,24  | 0     | –     | 0     | 0,5    | 0      | 63,64             |
| Matale         | .0195.750       | 5     | 66,96 | 4     | 28,47 | 1     | 3,90  | 0     | –     | 0     | 0,7    | 0      | 62,76             |
| Nuwara Eliya   | .0266.234       | 7     | 56,01 | 5     | 36,39 | 2     | 4,95  | 0     | –     | 0     | 2,7    | 0      | 66,38             |
| Galle          | .0461.388       | 10    | 66,17 | 7     | 26,03 | 2     | 7,30  | 1     | –     | 0     | 0,5    | 0      | 63,20             |
| Matara         | .0327.582       | 8     | 65,31 | 6     | 27,81 | 2     | 6,25  | 0     | –     | 0     | 0,6    | 0      | 59,06             |
| Hambantota     | .0278.054       | 7     | 62,87 | 5     | 29,86 | 2     | 6,90  | 0     | –     | 0     | 0,4    | 0      | 68,69             |
| Jaffna         | .0148.503       | 9     | 32,07 | 3     | 08,50 | 1     | 0,14  | 0     | 43,85 | 5     | 15,4   | 0      | 23,33             |
| Vanni          | .0106.977       | 6     | 35,07 | 2     | 11,95 | 1     | 5,52  | 0     | 38,96 | 3     | 8,5    | 0      | 43,89             |
| Batticaloa     | .0180.618       | 5     | 34,33 | 1     | 12,70 | 1     | 0,18  | 0     | 36,67 | 3     | 16,1   | 0      | 58,56             |
| Digamadulla    | .0256.946       | 7     | 51,41 | 4     | 35,32 | 2     | 1,14  | 0     | 10,47 | 1     | 1,7    | 0      | 64,74             |
| Trincomalee    | .0139.742       | 4     | 42,78 | 2     | 28,40 | 1     | 1,80  | 0     | 23,81 | 1     | 3,2    | 0      | 62,20             |
| Kurunegala     | .0672.436       | 15    | 63,84 | 10    | 31,78 | 5     | 3,93  | 0     | –     | 0     | 0,4    | 0      | 61,30             |
| Puttalam       | .0258.792       | 8     | 64,83 | 6     | 31,36 | 2     | 3,40  | 0     | –     | 0     | 0,4    | 0      | 56,57             |
| Anuradhapura   | .0332.538       | 9     | 66,52 | 7     | 24,17 | 2     | 5,45  | 0     | –     | 0     | 3,9    | 0      | 61,37             |
| Polonnauwa     | .0171.471       | 5     | 69,22 | 4     | 26,67 | 1     | 3,77  | 0     | –     | 0     | 0,3    | 0      | 66,44             |
| Badulla        | .0349.678       | 8     | 58,25 | 6     | 32,28 | 2     | 4,51  | 0     | –     | 0     | 5,0    | 0      | 65,04             |
| Monaragala     | .0159.491       | 5     | 75,64 | 4     | 18,12 | 1     | 5,65  | 0     | –     | 0     | 0,6    | 0      | 56,43             |
| Ratnapura      | .0443.373       | 10    | 68,86 | 7     | 28,21 | 3     | 2,49  | 0     | –     | 0     | 0,4    | 0      | 65,39             |
| Kegalle        | .0362.455       | 9     | 66,89 | 7     | 28,95 | 2     | 3,73  | 0     | –     | 0     | 0,4    | 0      | 63,27             |
| Gesamtergebnis | 8.033.717       | 196   | 60.33 | 127   | 29.34 | 51    | 5,49  | 5     | 2,90  | 13    | 1,94   | 0      | 61,26             |

## Beurteilung
Die Wahl wurde mit großer Eindeutigkeit von der UPFA, der Partei des regierenden Präsidenten Rajapaksas gewonnen. Es war der größte Wahlsieg einer Partei seit 1977. Allerdings konnte die Wahl nach dem Urteil unabhängiger in- und ausländischer Wahlbeobachter nur eingeschränkt als fair und frei betrachtet werden. Wahlfälschungen wurden zwar keine bekannt, jedoch waren Teile der tamilischen Bevölkerung im Norden der Insel de facto von der Wahl ausgeschlossen, die Presseorgane und staatlichen Medien standen unter dem massiven Einfluss der Regierung und wurden von dieser entsprechend instrumentalisiert und es kam zu erheblichen gewalttätigen Auseinandersetzungen im Vorfeld der Wahl. Wie schon bei der Präsidentschaftswahl knapp drei Monate zuvor stimmte die tamilische Minderheit ganz überwiegend für tamilische Oppositionsparteien.